# Fejervarya schlueteri
Fejervarya schlueteri es una especie  de anfibios de la familia Ranidae.

## Distribución geográfica
Se encuentra en Borneo.  